# Zatxaróvannaia Desnà
Zatxaróvannaia desnà (rus: Зачарованная Десна "el Desna encantat") és una pel·lícula fantàstica soviètica dirigida per la directora ucraïnesa Iúlia Sólntseva

## Sinopsi
La pel·lícula consta de dues parts: la primera narra els anys d'infantesa del cineasta Aleksandr Dovjenko; el segon recorda els pensaments d'un coronel gran que va alliberar el seu poble natal durant la guerra germano-soviètica.

## Repartiment
- Boris Andreyev
- Ievgeni Bondarenko
- Vladimir Gontxarov
- Zinaida Kiriienko
- Ivan Pereverzev

## Reconeixements
La pel·lícula va rebre un premi especial del jurat al Festival Internacional de Cinema de Sant Sebastià 1965. Una escena de la pel·lícula fou usada en la portada del disc "That Joke Isn't Funny Anymore" de The Smiths.